# T-7 (ロケット)

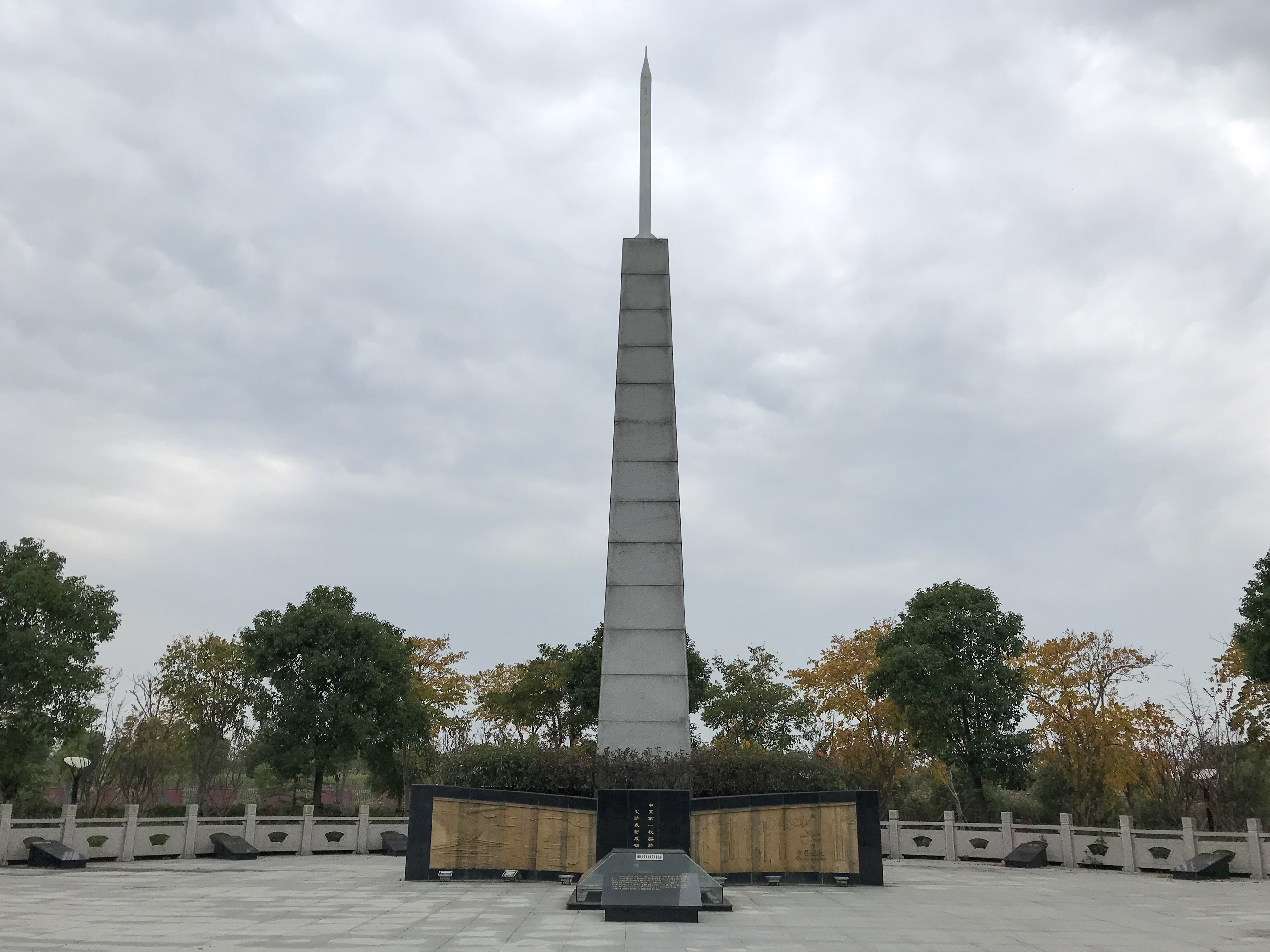
老港にある記念碑

T-7は中華人民共和国初の観測ロケット。初の打ち上げは1960年9月13日で、高度58kmに25kgのペイロードを運ぶことが出来た。このロケットを使用して、中国はマウスやイヌを使用した生物科学実験や返回式衛星の試験などを行っている。
基本は単段式の液体推進ロケットだが、後に固体燃料ブースターの段が増設された。1969年退役。